# Cangas del Narcea
Cangas del Narcea è un comune spagnolo  situato nella comunità autonoma delle Asturie, comarca del Narcea ed è situato geograficamente ai confini con la Provincia di León.